# Live From Nowhere In Particular
A Live From Nowhere In Particular az amerikai gitáros, Joe Bonamassa harmadik koncertlemeze, amelyet 2008. augusztus 18-án adott ki a J&R Adventures Records.

## Számok

### CD-1
1. Bridge To Better Days - 5:28 (Bonamassa)
2. Walk In My Shadows - 5:25 (Andy Fraser, Simon Kirke, Paul Kossoff, Paul Rodgers)
3. So Many Roads - 6:12 (Paul Marshall)
4. India/Mountain Time - 10:20 (Bonamassa/Will Jennings/Rick Melick)
5. Another Kinda Love - 3:52 (John Mayall)
6. Sloe Gin - 7:22 (Robert Ezrin/Michael Kamen)
7. One of These Days - 5:45 (Bonamassa/Alvin Lee)

### CD-2
1. Ball Peen Hammer - 4:23 (Chris Whitley)
2. If Heartaches Were Nickels - 4:08 (Warren Haynes)
3. Woke Up Dreaming - 7:59 (Bonamassa/Will Jennings)
4. Django/Just Got Paid - 17:52 (Frank Beard/Robert Bosmans/Billy Gibbons/Bill Ham/Etienne Lefebvre)
5. High Water Everywhere - 4:48 (Charley Patton)
6. Asking Around For You - 7:24 (Bonamassa/Mike Himelstein)
7. A New Day Yesterday/Starship Trooper/A Wurm - 7:50 (Ian Anderson/Jon Anderson/Steve Howe/Rev. Christopher D. Squire)

## Közreműködtek
- Joe Bonamassa - gitár, ének
- Carmine Rojas - basszusgitár
- Rick Melick - billentyűs hangszerek
- Bogie Bowles - dob

## Külső hivatkozások
- Hivatalos oldal (angolul)